# Ari Folman
Ari Folman (în ebraică ארי פולמן); n. 17 decembrie 1962, Haifa, Israel) este un regizor de film, scenarist și compozitor de muzică de film israelian. El este cunoscut în special ca regizor al filmului documentar de animație Vals cu Bashir, precum și al filmului de animație live-action Congresul. În prezent lucrează la realizarea unui film de animație inspirat de viața fetiței Anna Frank în timpul Holocaustului.

## Biografie
Ari Folman s-a născut la Haifa în familia unor supraviețuitori ai Holocaustului. Soția lui este, de asemenea, regizor de film. Cei doi locuiesc în Tel Aviv.
În 2006 a fost scenaristul principal al serialului dramatic de televiziune BeTipul, difuzat de televiziunea Hot 3.

### Vals cu Bashir
Amintirile lui Ari Folman cu privire la Masacrul de la Sabra și Shatila din 1982, care a avut loc atunci când el era un tânăr soldat în vârstă de 19 ani, au servit ca bază pentru filmul Vals cu Bashir. Filmul urmărește încercarea lui de a-și recăpăta amintirile din război prin terapie și prin conversații cu vechi prieteni și cu alți israelieni care au fost prezenți la Beirut în perioada masacrului.

## Filmografie (regizor)
- Sha'anan Si (1991, scurtmetraj documentar, împreună cu Ori Sivan)
- Saint Clara (1996, împreună cu Ori Sivan)
- Made in Israel (2001)
- Vals cu Bashir (Vals im Bashir, 2008)
- The Congress (Congresul, 2013)
- Unde este Anne Frank? (Where Is Anne Frank, 2021)[14]

## Premii
- Premiul Ophir - cel mai bun regizor - Saint Clara (1996)
- Festivalul Internațional de Film de la Karlovy Vary - Premiul Special al Juriului - Saint Clara (1996)
- Premiul Academiei Israeliene de Televiziune pentru cel mai bun scenariu al unui serial (împreună cu alți cinci scenariști) - Betipul (2006)
- Destinatar al premiului oferit de Lynn and Jules Kroll Fund for Jewish Documentary Film - Vals cu Bashir (2007)
- Premiul Ophir - cel mai bun regizor - Vals cu Bashir (2008)
- Premiul Ophir - cel mai bun scenariu - Vals cu Bashir (2008)
- Premiul Globul de Aur pentru cel mai bun film într-o limbă străină - Vals cu Bashir (2008)
- Premiul Directors Guild of America - cea mai bună regie a unui film documentar - Vals cu Bashir (2008)
- Premiul Writers Guild of America - cel mai bun scenariu al unui film documentar - Vals cu Bashir (2008)
- Animafest Zagreb - Marele Premiu pentru lungmetraj - Vals cu Bashir (2009)
- Premiul Festivalului de Anime de la Tokyo - categoria Filmul de Animație al anului - Congresul (2014)

## Legături externe
- Ari Folman la Internet Movie Database